# Abbaye de Beaulieu (Aube)
Pour les articles homonymes, voir Abbaye de Beaulieu.
 (novembre 2017).
L'abbaye de Beaulieu est une ancienne abbaye de l'ordre des prémontrés située dans la commune de Trannes, sur la rive droite de l'Aube, dans le diocèse de Troyes en Champagne. Elle est à environ onze kilomètres au sud de Brienne-le-Château et à cinquante kilomètres à l'est de Troyes.

## Fondation
L'abbaye de Beaulieu a été fondée vers 1107 par trois prêtres, Osbert, Alard et Eudes, sur les restes d'une chapelle abandonnée, sous le vocable de saint Marc, à Berville (maintenant ferme du Breuil à Unienville, qu'ils relevèrent.
En 1112, ils obtinrent de Philippe de Pont, évêque de Troyes, le droit de vivre et de demeurer selon la règle de saint Augustin. Ils bâtirent alors un monastère à Trannes, légèrement à l'est de Berville (de l'autre côté de l'Aube), sous le vocable de saint Sauveur et de saint Marc. Les comtes de Brienne démontrent leur bienveillance en leur accordant plusieurs droits et revenus.
Le pape Innocent II, par une bulle du 14 février 1131, datée de Châlons-sur-Marne, et sur la prière de l'évêque de Troyes Haton, confirma les droits et possessions des chanoines augustins de Beaulieu, dont Eudes était alors abbé.
En 1140, sur les conseils de Bernard de Clairvaux, l'abbaye prend la règle de Prémontré et devient l'une des plus considérables de cet ordre.
En 1147, le pape Eugène III en confirme de toutes les possessions.

## Histoire
D'abord florissante, l'abbaye vécut vers la fin du XIIe siècle, une crise financière et dut aliéner une partie de ses biens. Garnier de Traînel, évêque de Troyes, s'efforça de sauver, en 1202, le temporel menacé.
La fortune terrienne de l'abbaye dut atteindre son apogée vers la fin du XVIIe siècle.
Beaulieu était célèbre dans toute la région pour le nombre de ses reliques, dont le trésor se conserva intact jusqu'à la Révolution. L'inventaire authentique en fut fait, en 1491, par Jacques Baguier, évêque de Troyes, au témoignage de Desguerrois, qui nous en a conservé la relation détaillée. Le cartulaire de Beaulieu a été publié par l'abbé Lalore, en 1878 (Paris-Troyes, in-8). (A. Tausserat).
En 1602, le pape Clément VIII donna à l'abbé de Beaulieu le droit de porter la mitre et les ornements pontificaux.
À la suite de la Révolution française, l'abbaye et ses dépendances sont vendues le 9 avril 1791 à un homme de loi à Bar-sur-Aube pour 71 000 livres.
Il subsiste encore aujourd'hui, de l'ancienne abbaye, quelques bâtiments d'habitation et une partie du cloître, reconstruit au XVIIe siècle.
Napoléon Bonaparte serait venu souvent, lors de son séjour à l'école militaire de Brienne-le-Château, passer ses congés.

## Filiation et dépendances
L'abbaye de Beaulieu eut au moins trois abbayes-filles :
- l'abbaye de Chartreuve, fondée vers 1130 sur la commune de Chery-Chartreuve,
- l'abbaye de Basse-Fontaine, fondée en 1143 sur la commune de Brienne-la-Vieille,
- l'abbaye de la Chapelle-aux-Planches, fondée vers 1145 sur la commune de Puellemontier

## Liste des abbés
(liste non exhaustive)[à développer]
- Eudes
- Raoul
- Jean de Brienne, frère d'Érard II, comte de Brienne et d'André de Brienne, et oncle de Jean de Brienne, roi de Jérusalem
- Raoul II
- Pierre Senneton, conseiller et aumônier du roi (deuxième moitié du XVIe siècle)

## Personnalités liées à l'abbaye
Gautier VI de Brienne, comte de Brienne et de Lecce et duc d'Athènes, est inhumé en 1356 dans l'abbaye. Son épitaphe est rédigée en ces termes :

« Cy giſt très-excellent prince Monseigneur Gautier,
duc d'Athènes, comte de Brienne, seigneur de Liche et connétable de France,
qui treſpaſſa M. CCC. LVI. en la bataille devant Poitiers,
quand le roi Jean fut prins. »

Son épouse, Jeanne de Brienne, s'étant remariée à Louis, comte d'Étampes, donne à l'abbaye les moulins du Juvanzé afin de célébrer tous les jours une messe pour le repos de l'âme de son époux.
Leurs deux filles, Jeanne et Marguerite de Brienne, sont inhumées près du maître-autel.